# Achondrit

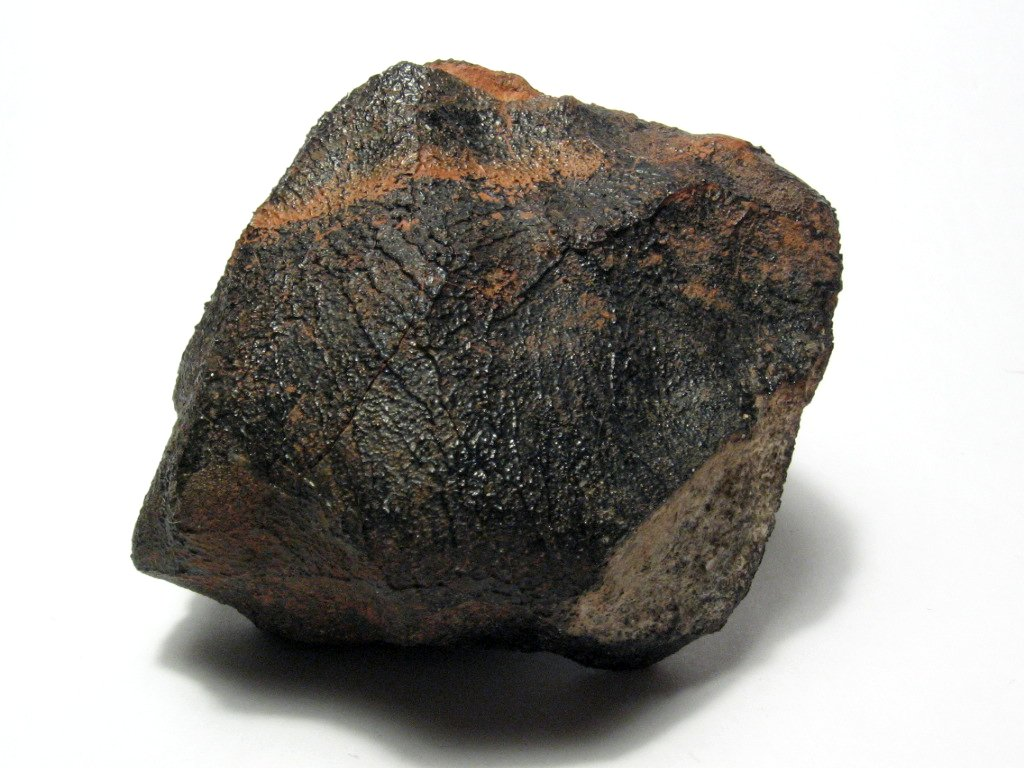
Typ achondritu - eukrit

Achondrit je druh meteoritu s větší, hrubší velikostí zrna a šedou barvou. Patří mezi vzácné meteority a tvoří pouze 3% z na Zem spadlých meteoritů. Jedná se o magmatickou horninu. Pravděpodobně se jedná o úlomky křemičitanových kůr asteroidů, jež se rozpadly po vzájemné srážce.

## Složení
Achondrit je tvořen různými křemičitanovými minerály, především potom plagioklasem, olivínem a pyroxenem. Oproti mnohem běžnějším chondritům obsahují méně železa.

## Typy
Nejběžnějším achondritem je eukrit, který se velmi podobá pozemskému bazaltu nacházejícím se při oceánském dně. Dalším typem je diogenit, který vznikl zadržením čedičové taveniny v magmatu a nahromaděním pyroxenových krystalů ze dna magmatického krbu. Směs obou variant se nazývá howardit.
Mezi achondrity se řadí také další typy meteoritů jako např. aubrit, urcilit, acapulocit a angrit. Jedná se však o počtem poměrně nevýznamné.

## Vznik
Původně stejnorodý materiál diferencioval v roztaveném chondritové hmotě, tím se nahromadily kovy ve středu tělesa a vytvořily tak jádro asteroidu. Lehká křemičitanová hmota zůstala na povrchu.

## Historie
To že je achondrit magmatického původu poprvé rozpoznal německý badatel Gustav Rose, profesor mineralogie působící na univerzitě v Berlíně. Jeho koníčkem bylo cestování po Asii a Rusku spolu s Alexandrem Humboldtem, kde sbíral minerály a meteority.
Několik stovek achondritů dopadlo do okolí Stonařova dne 22. května 1808; sebráno jich bylo 66. Předpokládá se, že tyto objekty mohly pocházet z planetky Vesta.